# Sveukrajinsko objedinjenje Sloboda
Sveukrajinsko objedinjenje Sloboda (ukr. Всеукраїнське об'єднання «Свобода»/Vseukrajins'ke objednania «Svoboda») — je ukrajinska politička stranka krajnje desne orijentacije. Predsjednik stranke je Oleh Tjahnibok.

## Vanjske poveznice
- Stranice Sveukrajiskog objedinjenja Sloboda
- [neaktivna poveznica]